# Collado Mediano
Collado Mediano – miasto w Hiszpanii we wspólnocie autonomicznej Madryt, 48 kilometrów od Madrytu leżące w górach Sierra de Guadarrama. Znajduje się tu stacja kolejowa kolei podmiejskiej Cercanías Madrid na linii . W gospodarce miasta dominuje sektor usług.

## Atrakcje turystyczne
- Cobanera - pomnik przyrody
- Kościół San Ildefonso
- Miejski park

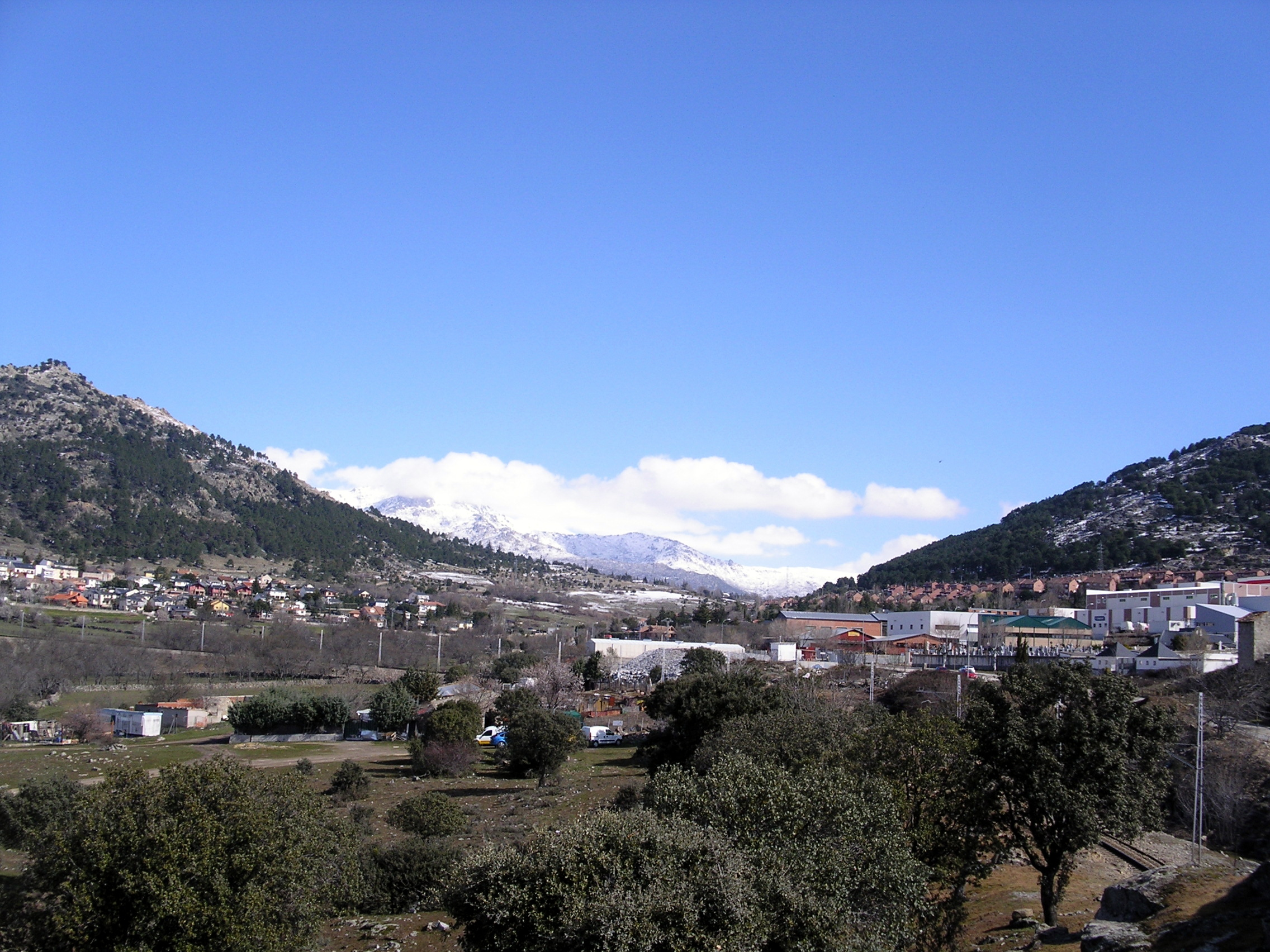
Panorama Collado Mediano

- Panorama Collado MedianoKotwica - jako hołd pamięci dla hiszpańskiej armady, z wdzięczności za opiekę nad mieszkańcami miasta